# Tarisznyás Márton
Tarisznyás Márton (Ditró, 1927. november 29. – Gyergyószentmiklós, 1980. október 9.) romániai magyar muzeológus, helytörténész, néprajzkutató.

## Élete
Az erdélyi örmény Tarisnyás / Ártmách család leszármazottja.  
Középiskolába Gyergyószentmiklóson járt, majd a kolozsvári Bolyai Tudományegyetemen végzett történelem-földrajz szakon. Egy évig Marosvásárhelyen dolgozott a tartományi múzeumban, majd 1952-től haláláig a jórészt általa szervezett gyergyószentmiklósi Gyergyói Múzeumot vezette. Halála után e múzeum az ő nevét vette fel.

## Munkássága
Gimnazistaként kezdett népszokásokat gyűjteni. Egyetemistaként a néprajzi kurzusok mellett múzeumi gyakorlatokon, a néprajzi gyűjtést és muzeológiát ismertető fakultatív szemináriumokon is részt vett. Belépett Kós Károly a szociográfia módszereit is alkalmazó városnéprajzi kutatócsoportjába.
Főként Gyergyó anyagi kultúrájával és történetével foglalkozott. Fő kutatási irányai:
- az erdőgazdálkodás és a fa megmunkálása,
- a gyűjtögető gazdálkodás hagyományai,
- az állattenyésztéshez közeli foglalkozások:
  - méhészet,
  - vadászat,
  - halászat,
  - pásztorkodás,
  - mészárosság,
  - tejtermékek előállítása,
  - tímárság stb.,
- a vízhasználat és vízimolnárság,
- az árucsere (vásárok, tutajozás),
- a településnéprajz és népi építészet,
- a népélet (szokások, hagyományok),
- az erdélyi örmények történeti néprajza.

Tanulmányai és cikkei 1958-tól jelentek meg a romániai magyar sajtóban és gyűjteményes kötetekben.
Fő műve: Gyergyó történeti néprajza. Tíz tanulmány (Bukarest, 1982) posztumusz jelent meg.
Tervezett egy háromrészes tanulmánykötet is, de korai halála miatt ennek munkaanyaga, a több évtizedes kutatás sok eredménye gazdátlanul maradt.